# Reddish
Reddish är en ort i distriktet Stockport, i grevskapet Greater Manchester, i England. Orten hade 22 203 invånare år 2021. Reddish var en civil parish från 1866 till 1935 då den blev en del av Stockport. Denna civil parish hade 15 463 invånare år 1931. Reddish var ett distrikt från 1894 till 1901.